# Per Sessingø
Per Sessingø (født 14. maj 1936 i København, død 26. december 2009) var en dansk skuespiller.
Per Sessingø blev uddannet på Det Kongelige Teaters elevskole 1955-1956. Tog derefter ud at sejle nogle år, som beskrevet i bogen "Langt ud over havene". Medstifter og skuespiller i teatergruppen Banden (1969-1973) og siden engageret på bl.a. Fiolteatret, Boldhus Teatret, Hvidovre Teater og Det Danske Teater, Dansk Skolescene og rejsende scener.

## Filmografi
- Min søsters børn vælter byen (1968)
- Barndommens gade (1986)
- Da Lotte blev usynlig (tv-serie, 1987)
- Smukke dreng (1993)